# 迪布羅瓦 (尼任區)
51°0′58″N 32°8′51″E / 51.01611°N 32.14750°E
迪布羅瓦（烏克蘭語：Діброва），是烏克蘭的村落，位於該國北部切爾尼戈夫州，由尼任區克魯特市鎮負責管轄，始建於1500年，面積0.03平方公里，海拔高度130米，2001年人口55，人口密度每平方公里1,774.2人。